# Дебелата кория
Вижте пояснителната страница за други значения на кория.
„Дебелата кория“ (познат още като „Диньо Дачев“ или „ДЗС“) е квартал на град Сливен.

## География
Намира се в близост до град Сливен, село Сотиря и село Тополчане. Климатът е горещ през лятото и студен през зимата, поради събирането на много ветрове в близост до местност Рамануша. Много близо до квартала са железопътната линия и летище „Бършен“.

## История
Първоначално е селище към ДЗС „Диньо Дачев“, по-късно се обособява в самостоятелен квартал, носещ името на Диньо Дачев, участник в съпротивителното движение преди 1944 г. (на когото е наречено държавното земеделско стопанство). ДЗС „Д. Дачев“ става част от АПК „В. И. Ленин“ (гр. Сливен) през 1970-те. След демократичните промени от 1990 г. насам името на квартала е „Дебелата кория“, по името на близката местност; бившето ДЗС е приватизирано.

## Редовни събития
На българския празник Сирни Заговезни се организират кукерски игри. Най-често в тях участват жители на съседното село Тополчане. Организират се игри, за да се отбележи рождението на Васил Левски. На Велики четвъртък жителите на квартала боядисват яйца в местния парк.

## Култура
В квартала има парк, кметство и библиотека (читалище „Възраждане“).

## Транспорт
Кварталът има удобна връзка с градски транспорт до общинския град Сливен. Обслужва се от линия №14. Железопътен транспорт – спирка „Таньо войвода“.